# Adelheid I van Quedlinburg

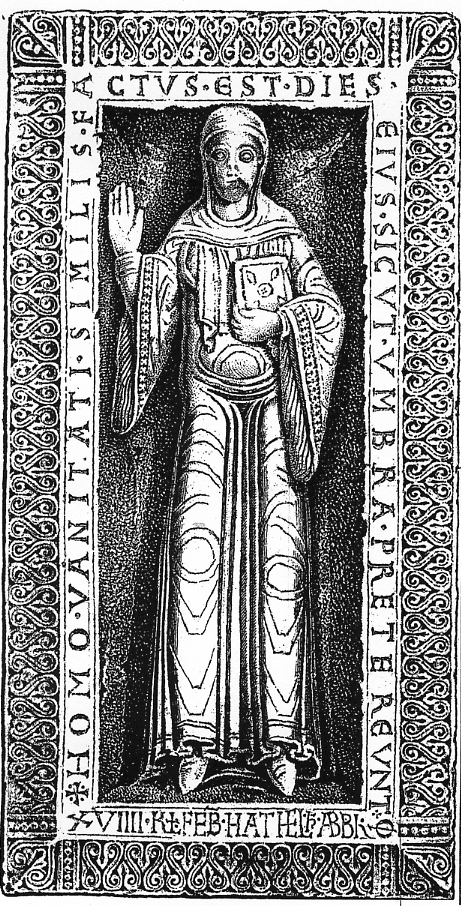

Adelheid I van Quedlinburg (973/977 - 14 januari 1044/1045) was een dochter van keizer Otto II en zijn vrouw Theophanu, ze was de tweede abdis van de abdij van Quedlinburg. Zij dankt haar naam aan haar grootmoeder de heilige Adelheid.

## Levensloop
Zij werd opgevoed door haar tante, de eerste abdis van Quedlinburg, Mathilde van Quedlinburg. In 984 werd zij ontvoerd door hertog Hendrik II van Beieren. In oktober 995 werd Adelheid kanunnikes in Quedlinburg. Toen abdis Matilde op 7 februari 999 stierf, werd ze tot haar opvolger gekozen.
Na de dood van haar broer keizer Otto III, speelde ze een belangrijke rol in de verkiezing van haar achterneef Hendrik IV van Beieren tot keizer. Hij beloonde haar met de Abdij van Gernrode en in 1024 met het Sticht Vreden. Na de dood van haar zuster Sophia in 1039 werd ze ook abdis van Gandersheim. Ze stierf in 1044 en werd opgevolgd door Beatrix I van Gandersheim.